# Ciclesonida
Ciclesonida é um glicocorticoide que tem por função reduzir os sintomas da rinite alérgica através da redução da inflamação da mucosa nasal. Pode ser utilizado em crianças a partir de dois anos de idade.
Este pró-fármaco recém-descoberto (recente em 2006) ativa-se nas vias aéreas, reduzindo assim os efeitos adversos sistêmicos e locais. As esterases do pulmão convertem a ciclesonida em seu metabólito ativo desisobutiril-ciclesonida.